# Karol Schramm
Karol Juliusz Schramm (ur. 28 stycznia 1885, zm. 1956 w Krakowie) – pułkownik dyplomowany saperów Wojska Polskiego.

## Życiorys
Karol Juliusz Schramm urodził się 28 stycznia 1885 roku. Jego matką była Maria Schramm (ur. 16 listopada 1858 roku, zm. 16 lipca 1886 roku), która w 1932 roku, jako emerytka zamieszkiwała przy ulicy Szpitalnej 30-32 w Krakowie.
1 maja 1905 roku ukończył Szkołę Kadetów Piechoty w Timișoarze. Kadetem piechoty – zastępcą oficera został mianowany ze starszeństwem z 1 września 1905 roku. Został przydzielony do batalionu pionierów nr 10 w Przemyślu, pozostając oficerem nadetatowym pułku artylerii korpuśnej nr 7 w Timișoarze. Na nadporucznika został awansowany ze starszeństwem z 1 maja 1913 roku. W tym samym roku został przeniesiony do batalionu pionierów nr 5 w Bratysławie na stanowisku oficera kasowego (niem. truppenrechnungsführer), a jego oddziałem macierzystym był oddział rachunkowy XV Korpusu w Sarajewie. 
27 grudnia 1918 roku został przyjęty do Wojska Polskiego z byłej armii austro-węgierskiej, z zatwierdzeniem posiadanego stopnia kapitana, i przydzielony z dniem 1 listopada 1918 roku do Przemyskiego Okręgu Wojskowego z siedzibą w Przemyślu.
30 lipca 1920 roku został zatwierdzony z dniem 1 kwietnia 1920 roku w stopniu majora, w korpusie inżynierii i saperów, w grupie oficerów byłej armii austro-węgierskiej. W latach 1920–1921 pełnił służbę w Oddziale I Sztabu Ministerstwa Spraw Wojskowych w Warszawie. 3 maja 1922 roku został zweryfikowany w stopniu podpułkownika ze starszeństwem z dniem 1 czerwca 1919 roku i 23. lokatą w korpusie oficerów inżynierii i saperów. 3 listopada 1922 roku został powołany do Wyższej Szkoły Wojennej w Warszawie, w charakterze słuchacza II Kursu Doszkolenia. 15 października 1923 roku, po ukończeniu kursu i otrzymaniu dyplomu naukowego oficera Sztabu Generalnego, został przydzielony do Wyższej Szkoły Wojennej na stanowisko asystenta. Będąc słuchaczem, a następnie asystentem pozostawał oficerem nadetatowym 5 pułku saperów w Krakowie. 1 grudnia 1924 roku awansował na pułkownika ze starszeństwem z dniem 15 sierpnia 1924 roku i 2. lokatą w korpusie oficerów inżynierii i saperów. 10 kwietnia 1925 roku został przeniesiony z odkomenderowania do Inspektoratu Armii Nr II do 6 pułku saperów w Przemyślu na stanowisko dowódcy. 5 maja 1927 roku został przeniesiony do kadry oficerów saperów z równoczesnym przydziałem do 1 Okręgowego Szefostwa Saperów na stanowisko szefa. 12 marca 1929 roku został pełniącym obowiązki komendanta Powiatowej Komendy Uzupełnień Warszawa Miasto IV. Z dniem 30 czerwca 1929 roku został przeniesiony w stan spoczynku.
W 1932 roku był zatrudniony w Miejskiej Izbie Obrachunkowej w Krakowie, w charakterze kontrolera, inspektora kontroli. Mieszkał wówczas przy ulicy Rynek Podgórski 11. W 1934 roku pozostawał w ewidencji Powiatowej Komendy Uzupełnień Kraków Miasto. Posiadał przydział do Oficerskiej Kadry Okręgowej Nr V. Był wówczas „przewidziany do użycia w czasie wojny”.
Karol Schramm zmarł w 1956 roku w Krakowie. Był żonaty ze Stefanią z domu Mitschke (ur. 16 marca 1889 roku, zm. 22 września 1966 roku). Oboje z żoną zostali pochowani na cmentarzu Rakowickim (kwatera Y, płn.).

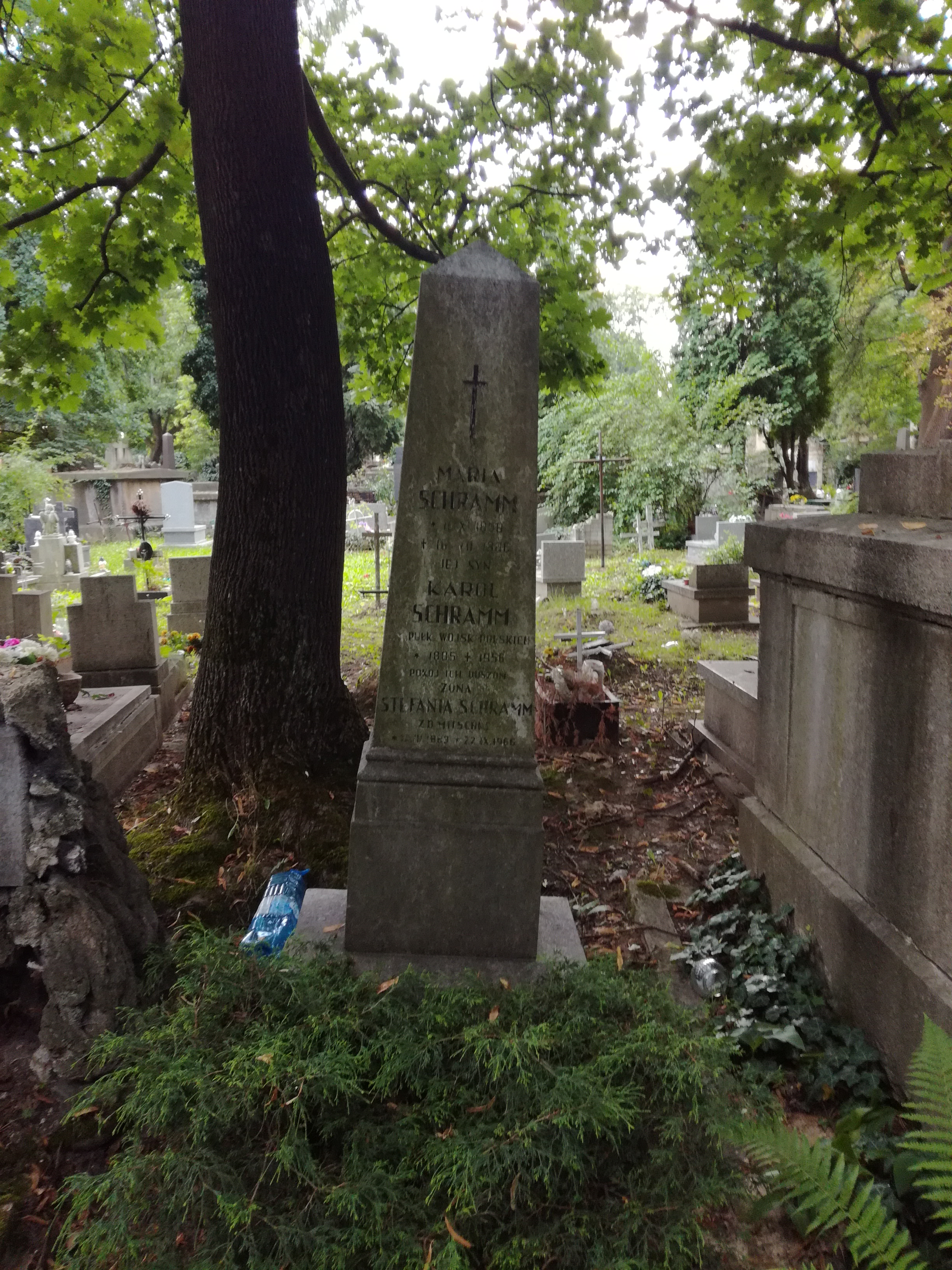
Grób płka Karola Schramma na cmentarzu Rakowickim w Krakowie

## Ordery i odznaczenia
- Krzyż Jubileuszowy Wojskowy
- Krzyż Pamiątkowy Mobilizacji 1912–1913